# V conferenza episcopale latinoamericana

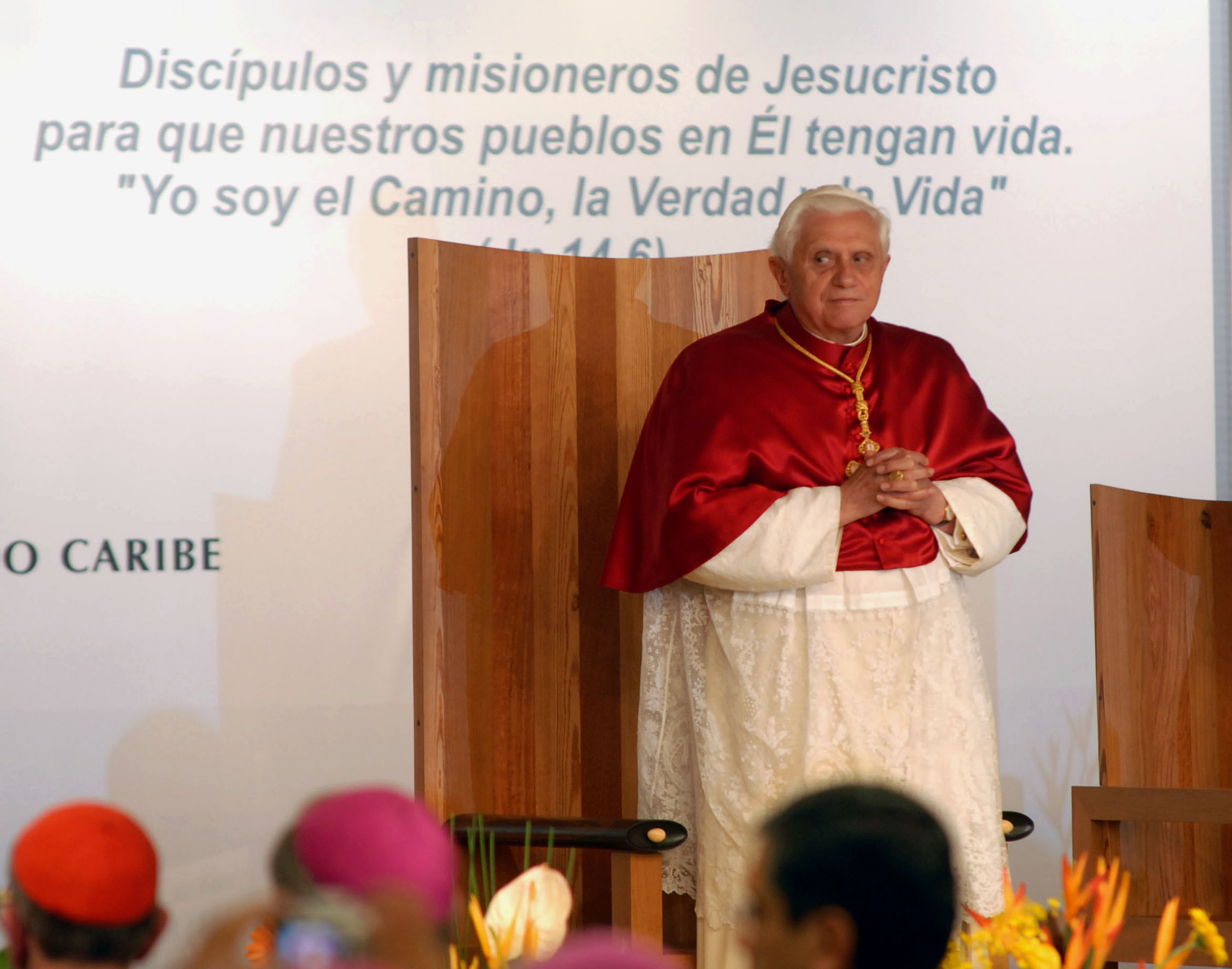
Papa Benedetto XVI apre i lavori della V conferenza generale dell'episcopato latinoamericano, 13 maggio 2007

La V conferenza generale dell'episcopato latinoamericano, o Conferenza di Aparecida, ha avuto luogo nella città brasiliana di Aparecida dal 13 maggio 2007 al 31 dello stesso mese. Il tema della V conferenza era: Discepoli e missionari di Gesù Cristo in modo che i nostri popoli possono trovare il Lui la vita, ispirato al Vangelo secondo Giovanni, che dice «Io sono la Via, la Verità e la Vita».
La conferenza fu convocata da papa Giovanni Paolo II e definita da papa Benedetto XVI. È stata organizzata dal Consiglio episcopale latinoamericano, sotto la guida della Commissione Pontificia per l'America Latina. Il regolamento della Quinta Conferenza fu approvato l'8 aprile 2006.
La conferenza ha utilizzato uno strumento wiki per la preparazione del testi per la discussione.

## Partecipazione
Erano presenti alla conferenza 266 partecipanti così distribuiti:
- 162 vescovi, membri della Conferenza
- 81 invitati fra sacerdoti, membri di ordini e congregazioni religiose cattoliche, diaconi permanenti, laici e laiche.
- 8 osservatori di altre confessioni religiose
- 15 esperti.

## Conferenze precedenti
Le altre (precedenti) quattro conferenze hanno avuto luogo a:
- Rio de Janeiro, Brasile (dal 25 luglio al 4 agosto 1955)
- Medellín, Colombia (dal 28 agosto al 6 settembre 1968)
- Puebla, Messico (dal 27 gennaio al 13 febbraio 1979)
- Santo Domingo, Repubblica Dominicana (dal 12 ottobre al 28 ottobre 1992).